# Balcones Heights
La ville de Balcones Heights est située dans le comté de Bexar, dans l’État du Texas, aux États-Unis. Elle comptait 2 941 habitants lors du recensement de 2010.

## Source
- (en) Cet article est partiellement ou en totalité issu de l’article de Wikipédia en anglais intitulé « Balcones Heights, Texas » (voir la liste des auteurs).